# Tunnel van Ham-sur-Meuse
De Tunnel van Ham-sur-Meuse is een scheepvaarttunnel op het Canal de l'Est in het noorden van Frankrijk. De scheepvaarttunnel bevindt zich ter hoogte van Ham-sur-Meuse, in de regio Grand Est. De tunnel is 565 m lang en snijdt een bocht van de Maas af tussen sluis 58 te 'Trois Fontaines' en sluis 57 te 'Ham-sur-Meuse'.
Vanuit het noorden splitst het Canal de l'Est zich na Charleville-Mézières van de Maas af en loopt verder door naar Troussey. De tunnel van Ham-sur-Meuse is een van de drie tunnels op het 272 km lange traject tussen Givet en Troussey. Het kanaal en de tunnels werden geconstrueerd tussen 1874 en 1882. De andere tunnels bevinden zich in Kœur-la-Petite en Revin.

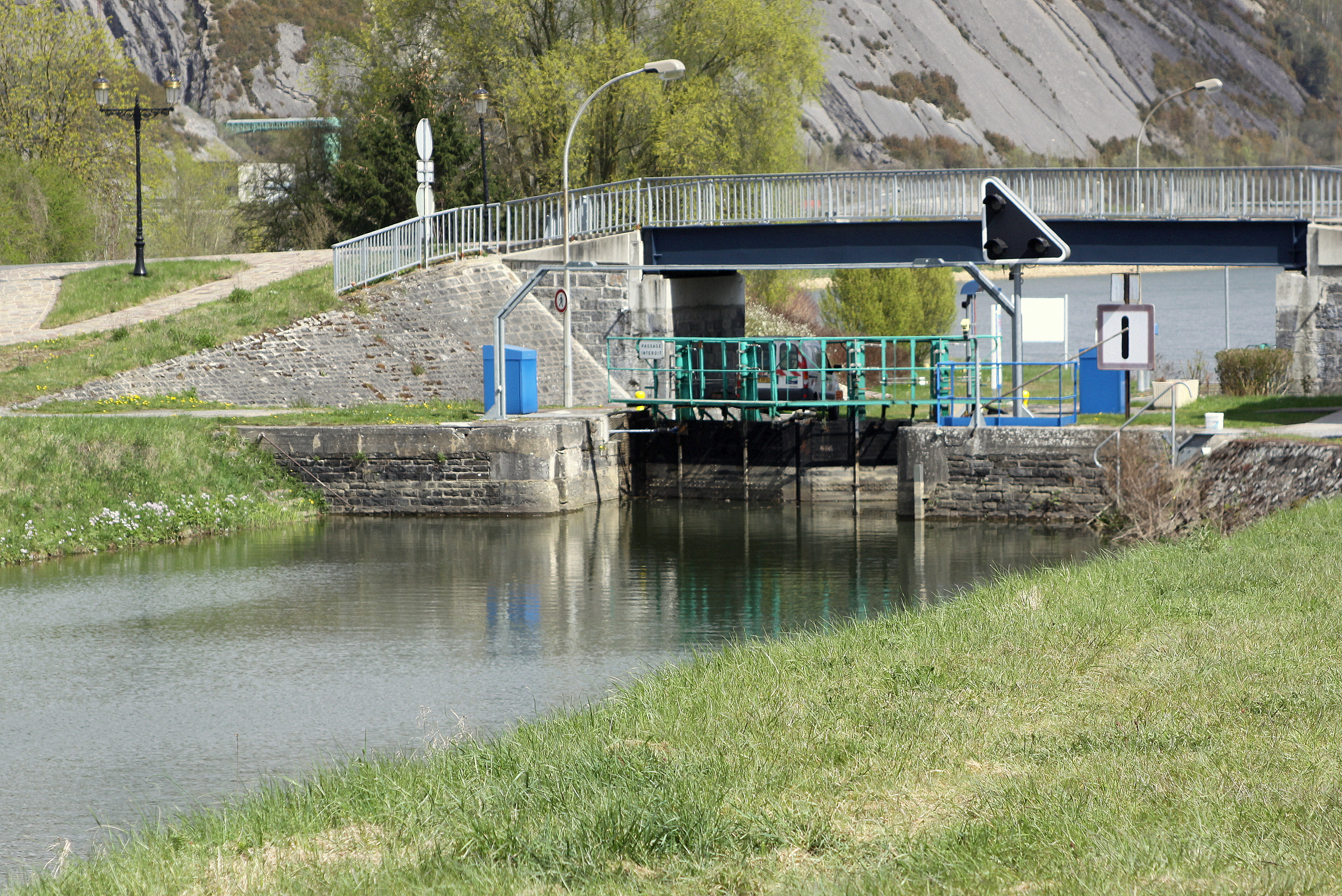
Sluis 58 'Trois Fontaines'
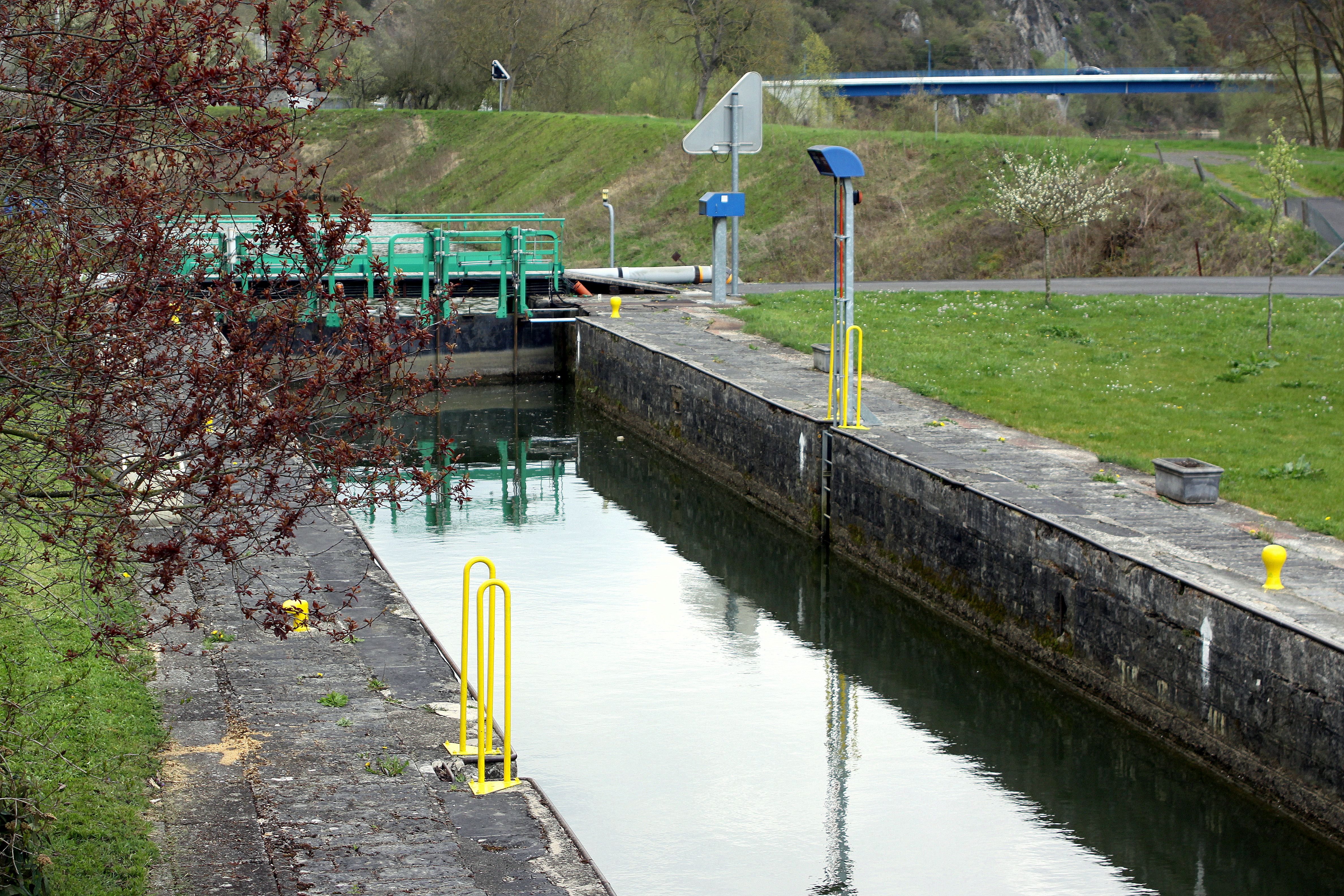
Sluis 57 'Ham-sur-Meuse'